# 溪口镇 (龙游县)
溪口镇，是中华人民共和国浙江省衢州市龙游县下辖的一个乡镇级行政单位。

## 行政区划
溪口镇下辖以下地区：
街道社区、大垅村、双港口村、灵上村、大沃口村、寺下村、大阳家村、石角村、溪口村、扁石村、枫林村、灵下村、下徐村、红罗村和冷水村以及桥头村。